# Marquesat de Borja

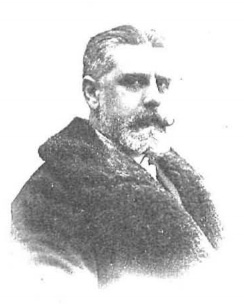
Luis Moreno y Gil de Borja, primer marquès de Borja, fotografiat per Christian Franzen.

El Marquesat de Borja és un títol nobiliari espanyol creat pel rei Alfons XIII el 9 de juliol de 1902 a favor de Luis Moreno y Gil de Borja, Intendent General de la Reial Casa i Patrimoni de S.M el Rei.
La seva denominació fa referència al municipi de Borja, província de Saragossa.

## Marquesos de Borja
|                         | Titular                                 | Període                 |
| Creació per Alfons XIII | Creació per Alfons XIII                 | Creació per Alfons XIII |
| ----------------------- | --------------------------------------- | ----------------------- |
| I                       | Luis Moreno y Gil de Borja              | 1902-1917               |
| II                      | Luis Moreno Abella                      | 1917-1941               |
| III                     | María del Carmen Moreno y Gálvez-Cañero | 1953-actual titular     |

## Història dels Marquesoes de Borja
- Luis Moreno y Gil de Borja, I marquès de Borja.

1. Casat amb María Josefa Abella y Fuertes. El va succeir el seu fill:

- Luis Moreno Abella, II marquès de Borja, Gentilhome de cambra amb exercici del Rei Alfons XIII.

1. Casat amb Soledad Orellana y Núñez. El succeí el seu germà Alberto Moreno Abella qui es casà amb María del Carmen Gálvez-Cañero y Garín, la filla d'ambdós, per tant la seva neboda:

- María del Carmen Moreno y Gálvez-Cañero, III marquesa de Borja.

1. Casada amb Antonio de Miguel-Romero y Gómez-Rodulfo.